# فتنه چکمه‌پوش
فتنه چکمه‌پوش فیلمی به کارگردانی همایون بهادران و نویسندگی سیروس الوند محصول سال ۱۳۵۱ است.

## خلاصه داستان
فتنه (یاسمین صدری) از خانهٔ پدرش (حسین امیرفضلی) می‌گریزد و سر راه جوان راننده ای به نام نادرسیاه (همایون بهادران) قرار می‌گیرد. نادر او را به خانهٔ مادر (ملیحه نصیری) و برادرش (امیر) می‌برد. مادر نادر به پدر فتنه اطلاع می‌دهد، و دختر را به خانهٔ پدرش بازمی‌گرداند. مردی به نام شجاع (منصور متین) و راننده ای به نام اسماعیل (محمد اسکندری) از فتنه و دوستش مژگان (مارگریت) هتک حرمت می‌کنند. فتنه موضوع را از نادر پوشیده نگه می‌دارد. او از ترس آبروریزی به پیشنهاد مژگان با جوانی به نام علی (منوچهر والی زاده) ازدواج می‌کند. پروانه (ژاله) تصمیم به قتل فتنه می‌گیرد؛ اما اسماعیل مانع می‌شود. علی برای حفظ جان فتنه او را طلاق می‌دهد. وقتی فتنه تصمیم دارد با نادر زندگی جدیدی را آغاز کند، شجاع که فرزندی ندارد درصدد تصاحب پسر فتنه برمی آید. شجاع با چند نفر به خانهٔ نادر می‌روند و پس از کشمکش بچه را می‌ربایند. شجاع موقع فرار با اتومبیلی تصادف می‌کند و می‌میرد.

## بازیگران
- همایون بهادران
- یاسمین صدری
- منوچهر والی زاده
- منصور متین
- حسین امیرفضلی
- محمد اسکندری
- منصور رفیع
- امیر عزیزی
- ملیحه نصیری
- عباس زهتاب

در ابتدای فیلم و تیتراژ صحنه‌ای از ورزش باستانی نمایش داده می‌شود که در آن محمد طائب نیا پهلوان باستانی کار هنرنمایی کرده و می‌چرخد.